# Lars E. Fåhraeus
Pour les articles homonymes, voir Fåhraeus.
Lars E. Fåhraeus (ou Fåhræus) (fl. 1966-1994) est un paléontologue suédois.
En 1966, il décrit l'espèce de conodontes Panderodus sulcatus.
En 1983, il publie un article sur la priorité nomenclaturale, restituant à Christian Heinrich von Pander (1794-1865), la paternité du nom des conodontes dans sa monographie des poissons fossiles parue en 1856.
En 1989, avec C. Christopher Ryley, il a décrit l'espèce †Axiothea posthernsteini trouvée dans la formation de Mamónia, datant du Trias supérieur, à Chypre. Le genre Axiothea a été créé pour classer les autres spécimens à appareil à deux éléments parmi le genre parent, Misikella Kozur and Mock, 1974, considéré comme celui possédant un appareil à quatre éléments, et dans lequel une seule espèce, Misikella longidentata, est conservée.

## Publications
- (en) Fåhraeus L.E., 1966. Corrections regarding Ordovician Conodonts from Gullhögen.
- (en) Fåhraeus L.E., 1977. Correlation of the Canadian/Champlainian series boundary and the Whiterock stage of North America with Western European conodont and graptolite zones. Bul Canadian Petroleum Geology, Sept 1977, V. 25, no 5, pages 981–994.
- (en) Fåhraeus L.E. & Nowlan G.S., 1978. Franconian (late Cambrian) to early Champlainian (middle Ordovician) conodonts from the Cow Head Group, western Newfoundland. Journal of Paleontology.
- (en) Fåhraeus L.E., 1983. Phylum Conodonta Pander, 1856 and Nomenclatural Priority. Systematic Zoology, Volume 32, No. 4 (Dec. 1983), pages 455-459 - Taylor & Francis, Ltd., DOI 10.2307/2413175 (lire en ligne sur JSTOR).
- (en) Fåhraeus L.E. & Ryley C.C., 1989. Multielement species of Misikella Kozur and Mock, 1974 and Axiothea n.gen. (Conodonta) from the Mamonia Complex (Upper Triassic), Cyprus. Canadian Journal of Earth Sciences, 1 June 1989, DOI 10.1139/e89-106.
- (en) Ryley C.C. & Fåhraeus L.E., 1994. Two new genera Comperniodontella n. gen. and Galeodontella n. gen., and new multielement of Chirodella Hirschmann, 1959 and Cypridodella Mosher, 1968 (Conodonta) from the Mamonia Complex (Upper Triassic), Cyprus., Neues Jahrbuch fuer Geologie und Palaeontologie Abhandlungen, volume 1931, pages 21–54.

## Hommages
Le nom de genre de conodontes Fahraeusodus Stouge & Bagnoli, 1988 est un hommage à Lars E. Fåhraeus.